# Jorge Iván Palacio
Jorge Iván Palacio Palacio (Medellín, 8 de octubre de 1955) es un abogado y jurista colombiano. Fue presidente de la Corte Constitucional de Colombia entre 2013 y 2015.

## Biografía
Nació en Medellín, donde estudió derecho de la Universidad Autónoma Latinoamericana, posteriormente estudió su posgrado en la Universidad Sergio Arboleda. Fue Magistrado de la Corte suprema de justicia en 1987; vicepresidente de la misma corporación y presidente de la sala de casación laboral en dos periodos; magistrado y Presidente de la sala laboral del Tribunal Superior de Medellín en 1982; juez séptimo Laboral del circuito de Medellín en 1979; juez civil-laboral del circuito de El Santuario, Antioquia en 1977; juez promiscuo del circuito de Támesis, Antioquia en 1975; juez civil municipal de Fredonia, Antioquia en 1974.
Desde 1999 hasta 2012 se ha desempeñado como abogado independiente, asesor jurídico y a partir del año 2000, como Con juez de la Sala de Casación Laboral de la Corte Suprema de Justicia de Colombia. El 15 de enero de 2013 fue elegido presidente de la Corte Constitucional de Colombia.
A la fecha es presidente de la Comisión de Disciplina de la FIFA, y cuenta con una firma de abogados, dedicados a la casación laboral.